# 1. FC Lola
Der 1. FC Lola (vollständig: 1. Fußball-Club Lockstedter Lager von 1948 e. V.) ist ein Sportverein aus Hohenlockstedt im Kreis Steinburg. Die erste Fußballmannschaft spielte zwei Jahre in der höchsten Amateurliga Schleswig-Holsteins.

## Geschichte
Der Name Lola geht auf Lockstedter Lager zurück, eine im Jahre 1927 errichtete Soldatenstadt. Im gleichen Jahr wurde der TSV Lola gegründet, der nach dem Ende des Zweiten Weltkrieges eine Fußballabteilung erhielt. Jene wollte einen hauptamtlichen Trainer anstellen, woraufhin es zum Streit mit der Vereinsführung kam. Als Konsequenz spalteten sich die Fußballer im Jahre 1948 als 1. FC Lockstedter Lager ab.
Im Jahre 1953 wurde Lola Meister der Bezirksklasse West und schaffte per Aufstiegsrunde den Sprung in die Landesliga Schleswig-Holstein. Die Mannschaft bestand zum Großteil aus oberschlesischen Heimatvertriebenen. Nach zwei Jahren folgte der Abstieg, dem die Umbenennung in Lola Hohenlockstedt folgte. Es folgten mehrere Jahre in der 2. Amateurliga West, wo Lola 1960 und 1962 jeweils Vizemeister wurde. 1968 verpasste die Mannschaft die neu geschaffene Verbandsliga.
Lola wurde daraufhin zu einer Fahrstuhlmannschaft zwischen Bezirks- und Kreisliga, ehe 1991 der Aufstieg in die Landesliga gelang. Dort erreichte die Mannschaft nur Mittelfeldplätze und stieg 1996 ab. Drei Jahre später gelang die Qualifikation zur neu geschaffenen Bezirksoberliga West, ehe es für den Verein hinab bis in die Kreisklasse B ging. Nach dem Aufstieg im Jahre 2011 tritt Lola in der Kreisklasse A an.